# Afonso Dinis
D. Afonso Dinis (c. 1260 - 24 de Abril de 1310) filho natural do rei Afonso III de Portugal e de Maria Peres de Enxara.
Casou-se com D. Maria Pais Ribeira, 15ª senhora da Casa de Sousa, enlace do qual teve cinco filhos, dentre eles Diogo Afonso de Sousa.